# Patrick Dewaereprijs
De Patrick Dewaereprijs (Frans: Prix Patrick Dewaere) is een prijs die sinds 2008 in Parijs wordt uitgereikt aan een jonge en beloftevolle mannelijke acteur uit de Franse of Franstalige filmwereld. Gelijktijdig wordt elk jaar de Romy Schneiderprijs uitgereikt aan een actrice.
De prijs ontleent zijn naam aan de Franse acteur Patrick Dewaere (1947-1982). Van 1981 tot en met 2006 was de prijs vernoemd naar de Franse acteur Jean Gabin (1904-1976). Door een conflict tussen de organisatoren van de prijs en de dochter van Gabin werd de Jean Gabinprijs (Prix Jean Gabin) in 2006 voor het laatst uitgereikt, aan de Belg Jérémie Renier. In 2007 was er geen prijsuitreiking.

## Winnaars

### Patrick Dewaereprijs
- 2019 : Philippe Katerine
- 2018 : Nahuel Pérez Biscayart
- 2017 : Niet uitgereikt
- 2016 : Vincent Lacoste
- 2015 : Reda Kateb
- 2014 : Pierre Niney
- 2013 : Raphaël Personnaz
- 2012 : JoeyStarr voor Polisse
- 2011 : Gilles Lellouche voor Ma part du gâteau
- 2010 : Tahar Rahim voor Un prophète
- 2009 : Louis Garrel voor La Belle personne
- 2008 : Jocelyn Quivrin voor 99 francs

### Jean Gabinprijs
- 2006: Jérémie Renier
- 2005: Clovis Cornillac
- 2004: Loránt Deutsch
- 2003: Johnny Hallyday  voor L'homme du train van Patrice Leconte
- 2002: Benoît Poelvoorde
- 2001: José Garcia
- 2000: Guillaume Canet
- 1999: Samuel Le Bihan
- 1998: Vincent Elbaz
- 1997: Yvan Attal
- 1996: Guillaume Depardieu
- 1995: Mathieu Kassovitz
- 1994: Manuel Blanc
- 1993: Olivier Martinez
- 1992: Vincent Pérez
- 1991: Fabrice Luchini
- 1990: Lambert Wilson
- 1989: Vincent Lindon
- 1988: Thierry Frémont
- 1987: Jean-Hugues Anglade
- 1986: Tchéky Karyo
- 1985: Christophe Malavoy
- 1984: François Cluzet
- 1983: Gérard Darmon
- 1982: Gérard Lanvin voor Une étrange affaire van Pierre Granier-Deferre
- 1981: Thierry Lhermitte voor Clara et les chics types van Jacques Monnet